# 1430
1430 (MCDXXX) fue un año común comenzado en domingo del calendario juliano.

## Acontecimientos
- 23 de mayo: Juana de Arco es capturada en Compiègne por soldados borgoñones, y entregada a los ingleses.
- México: Tenochtitlan y la Triple Alianza derrotan a Azcapotzalco, dando inicio al expansionismo mexica.
- Fadrique Enríquez, Conde de Trastámara, Duque de Arjona, murió ajusticiado por orden de Juan II debido a sus muchos crímenes y abusos señoriales.

## Nacimientos
- Isabel de Villena, Valencia (1430 - 1490) Escritora e ideóloga.
- San Juan de Sahagún (1430-1479), religioso y santo español, patrón de Salamanca y de Sahagún.

## Fallecimientos
- 19 de febrero: Beato Álvaro de Córdoba, dominico que instauró la representación del Viacrucis.
- 2 de mayo: Giovanni Toscani, pintor italiano (n. 1372)
- Christine de Pisan, filósofa y poetisa.